# 电梯风波
电梯风波（又称:电梯奇遇）为姜昆、唐杰忠在1988年中国中央电视台春节联欢晚会中所表演的一段相声，由姜昆和梁左创作，全长17分35秒。电梯风波还是姜昆、唐杰忠在此之前的相声《虎口遐想》的续集。电梯风波主要讽刺了当时机构拥挤、机关人员喜欢推脱责任的现象。电梯风波也是姜昆的成名作之一。

## 简介
电梯风波所说的是小区一直停水、停电，姜昆作为代表到动物园前面的“效率大楼”反映问题却因为效率大楼的电梯坏掉而卡在里面。而后，效率大楼的工作人员尝试使用多种方法来帮助姜昆，最后他们使用定向爆破把电梯爆破，但姜昆却又掉进了动物园的老虎洞里（另一版本是说姜昆又被炸进了隔壁的电梯）。

## 相关
- 姜昆
- 唐杰忠
- 相声
- 虎口遐想